# Бехтеев, Владимир Георгиевич
Владимир Георгиевич Бехтеев (15 апреля 1878, Москва — 21 июня 1971, Москва) — русский и советский художник.

## Биография
Родился 15 апреля 1878 года в Москве.
Среднее образование получил в Московском реальном училище. В 1898 году окончил Николаевское кавалерийское училище, откуда выпущен был корнетом в 42-й драгунский Митавский полк.
В 1901 году он вышел в отставку в чине поручика и уехал в Мюнхен, где обучался рисунку и живописи у Книрра, затем в Париже у Кормона. Был соучредителем в 1909 году «Нового мюнхенского художественного объединения» вместе с Василием Кандинским, Алексеем Явленским, Марианной Верёвкиной. Был близок к кругу журнала «Синий всадник», участвовал в первой выставке объединения «Бубновый валет», в выставке «Нового общества художников». В 1920—1921 гг. был художником Первого государственного цирка в Москве.
Занимался книжной иллюстрацией, в 1936—1945 создал серию иллюстраций к произведениям Лермонтова, оформил ряд книг зарубежной классики XIX века для издательства «Academia».
Умер 21 июня 1971 года в родном городе и был похоронен в некрополе Донского монастыря, в родственной могиле.